# Media player
Un media player (expresie engleză; se pronunță "mi.dia 'ple.ier sau 'ple.iăr" în traducere "aparat care redă medii") este un software sau un dispozitiv electronic conceput pentru a reda conținut multimedia, cum ar fi fișiere audio și video. Acesta poate fi un software instalat pe un computer sau pe un dispozitiv mobil, sau poate fi un dispozitiv hardware dedicat, cum ar fi un player Blu-ray, un smart TV, sau un dispozitiv de streaming. Media playerele sunt esențiale în experiența digitală modernă, oferind utilizatorilor posibilitatea de a accesa și a consuma diverse forme de conținut multimedia. Media playerele sunt componente esențiale ale experienței digitale moderne, oferind utilizatorilor o modalitate convenabilă și versatilă. Cu o istorie bogată și o evoluție constantă, media playerele continuă să inoveze și să îmbunătățească modul în care interacționăm cu muzica, filmele și alte forme de divertisment. Fie că sunt software sau hardware, aceste dispozitive și aplicații joacă un rol crucial în viața digitală a utilizatorilor din întreaga lume.

## Istoria Media Player-ului

### Perioada de început
Primele forme de media playere au apărut în anii 1980, odată cu introducerea tehnologiilor de redare a muzicii pe computere. În această perioadă, majoritatea media playerele erau programe software simple care permiteau redarea fișierelor audio, cum ar fi formatul MIDI. Dezvoltarea rapidă a industriei calculatoarelor personale și a tehnologiilor de compresie a dat naștere unor formate de fișiere mai avansate, precum MP3, ceea ce a dus la apariția primelor media playere specializate.

### Era CD-urilor și DVD-urilor
Odată cu popularizarea CD-urilor la sfârșitul anilor 1980 și începutul anilor 1990, media playerele au evoluat pentru a include suport pentru redarea acestora. Același lucru s-a întâmplat și cu apariția DVD-urilor în anii 1990, care au permis redarea de conținut video de înaltă calitate pe computere și dispozitive dedicate. Programe software precum Winamp și Windows Media Player au devenit populare în această perioadă, oferind utilizatorilor o interfață prietenoasă și funcționalități avansate de redare.

### Revoluția digitală
Începând cu anii 2000, odată cu creșterea popularității internetului și a serviciilor de streaming, media playerele au început să se transforme din programe de redare offline în platforme integrate care oferă acces la o gamă largă de conținut online. Playerele moderne, cum ar fi VLC Media Player, foobar2000 și iTunes, au integrat funcționalități pentru gestionarea bibliotecilor multimedia, streaming online și suport pentru diverse formate de fișiere.

## Funcționalități și caracteristici
Un media player eficient trebuie să fie capabil să redea o gamă variată de formate de fișiere. Acestea includ formate audio precum MP3, WAV, FLAC și AAC, și formate video precum MP4, AVI, MKV și MOV. Suportul pentru diverse formate asigură că utilizatorii pot reda conținutul lor preferat fără a fi nevoiți să convertească fișierele.

### Interfață utilizator (UI)
Interfața utilizator este un aspect crucial al oricărui media player. O interfață bine proiectată trebuie să fie intuitivă și ușor de utilizat, permițând utilizatorilor să acceseze rapid și ușor funcțiile de bază, cum ar fi redarea, pauza, înainte, înapoi și ajustarea volumului. De asemenea, ar trebui să ofere funcții avansate, cum ar fi liste de redare personalizate, gestionarea bibliotecilor multimedia și opțiuni de personalizare.

### Suport pentru streaming
Multe media playere moderne includ suport pentru streaming online, permițând utilizatorilor să acceseze conținut de pe servicii precum Netflix, YouTube, Spotify și alte platforme de streaming. Aceasta adaugă un nivel suplimentar de conveniență și flexibilitate, oferind utilizatorilor acces instantaneu la o gamă largă de conținut fără a fi nevoie să descarce fișierele.

### Caracteristici avansate
Media playerele moderne includ adesea caracteristici avansate care îmbunătățesc experiența utilizatorului. Acestea pot include suport pentru subtitrări multiple, redare la viteze diferite, egalizatoare audio, efecte video și filtre, și opțiuni de personalizare a interfeței. De asemenea, multe media playere oferă suport pentru redare 4K și HDR, asigurând o calitate superioară a imaginii.

## Tipuri de Media Playere

### Software Media Playere
Acestea sunt aplicații software care rulează pe computere sau dispozitive mobile. Exemple populare includ VLC Media Player, Windows Media Player, iTunes și foobar2000. Aceste playere oferă o gamă largă de funcții și suport pentru diverse formate de fișiere. Pentru mai multe exemple, urmăriți lista de mai jos:
| Playere Multimedia       | Playere Multimedia | Playere Multimedia | Playere Multimedia                                        | Playere Multimedia |
| Nume                     | Redare Audio       | Redare Video       | Sistem de operare suportate                               | Licență            |
| ------------------------ | ------------------ | ------------------ | --------------------------------------------------------- | ------------------ |
| BS.Player                | da                 | da                 | Windows                                                   | proprie            |
| cmus                     | da                 | Nu                 | sisteme compatibile POSIX                                 | GPL                |
| Foobar2000               | da                 | Nu                 | Windows                                                   | proprie            |
| GOM Player               | da                 | da                 | Windows                                                   | proprie            |
| MediaMonkey              | da                 | Nu                 | Windows                                                   | proprie            |
| Media Player Classic     | da                 | da                 | Windows                                                   | GPL                |
| MPlayer                  | da                 | da                 | sisteme compatibile POSIX, Mac OS X, Windows              | GPL                |
| PowerDVD                 | Nu                 | da                 | Windows                                                   | proprie            |
| Quicktime                | da                 | da                 | Mac OS X, Windows                                         | proprie            |
| RealPlayer               | da                 | da                 | Linux, Windows, Mac OS X, Palm OS, Symbian OS             | proprie            |
| VLC media player         | da                 | da                 | Linux/Unix, Windows, Mac OS X, BeOS, BSD                  | GPL                |
| Winamp                   | da                 | da                 | Windows                                                   | proprie            |
| Windows Media Player     | da                 | da                 | Windows, Mac OS X                                         | proprie            |
| WinDVD                   | Nu                 | da                 | Windows                                                   | proprie            |
| iTunes                   | da                 | da                 | Mac, Windows                                              | proprie            |
| iMesh                    | da                 | Nu                 | Mac, Windows                                              | proprie            |
| Napster                  | da                 | Nu                 | Windows                                                   | proprie            |
| XBMC (XBox Media Center) | da                 | da                 | Consolă de jocuri Xbox, Windows (portat parțial pe Win32) | GPL / LGPL         |
| xine                     | da                 | da                 | Linux, FreeBSD, Solaris, IRIX, Mac OS X                   | GPL                |
| XMMS                     | da                 | Nu                 | sisteme compatibile POSIX                                 | GPL                |
| Zinf                     | da                 | Nu                 | Linux, Windows                                            | GPL                |
| Zoom Player              | da                 | da                 | Windows                                                   | proprie            |
| The KMPlayer             | da                 | da                 | windows                                                   | GPL                |
| Totem Media Player       | da                 | da                 | Linux                                                     | GPL                |
| Kaffeine                 | da                 | da                 | Linux                                                     | GPL                |
| MetalPlayer              | da                 | da                 | Windows                                                   | proprie            |

### Hardware Media Playere
Acestea sunt dispozitive dedicate care sunt concepute exclusiv pentru redarea conținutului multimedia. Exemple includ playerele Blu-ray, consolele de jocuri (care au funcționalități de media player), și dispozitivele de streaming precum Roku, Amazon Fire Stick și Apple TV.

## Media Playere Notabile

### VLC Media Player
Dezvoltat de VideoLAN, VLC Media Player este unul dintre cele mai populare și versatile media playere disponibile. Este open-source și gratuit, și oferă suport pentru o gamă largă de formate de fișiere, precum și funcții avansate de personalizare și redare. VLC este cunoscut pentru capacitatea sa de a reda aproape orice tip de fișier multimedia fără a necesita codecuri suplimentare.

### Windows Media Player
Dezvoltat de Microsoft, Windows Media Player este inclus în sistemele de operare Windows și oferă o interfață simplă și ușor de utilizat pentru redarea fișierelor audio și video. Deși nu este la fel de versatil ca VLC, Windows Media Player este popular datorită integrării sale strânse cu sistemul de operare Windows.

### iTunes
Dezvoltat de Apple, iTunes este un media player și un manager de bibliotecă multimedia care oferă suport pentru redarea de muzică și video, precum și pentru gestionarea dispozitivelor iOS. iTunes este cunoscut pentru integrarea sa cu iTunes Store, permițând utilizatorilor să achiziționeze și să descarce muzică, filme și alte conținuturi.

## Importanța Media Playere-lor

### Accesibilitate și conveniență
Media playerele oferă utilizatorilor o modalitate convenabilă de a accesa și de a consuma conținut multimedia. Cu suport pentru diverse formate de fișiere și capacitatea de a reda conținut de pe diferite surse, media playerele fac ca accesul la muzică, filme, emisiuni TV și alte forme de divertisment să fie rapid și ușor.

### Versatilitate
Versatilitatea media playere-lor moderne le face esențiale în experiența digitală zilnică. De la redarea de fișiere locale la streaming online și integrarea cu diverse servicii, media playerele oferă utilizatorilor o gamă largă de opțiuni pentru consumul de conținut multimedia.

### Calitate superioară a redării
Media playerele moderne oferă suport pentru redare de înaltă calitate, inclusiv formate 4K și HDR. Acestea asigură o experiență vizuală și auditivă superioară, permițând utilizatorilor să se bucure de conținutul lor preferat la cea mai bună calitate posibilă.